# メリー・ウィドウ

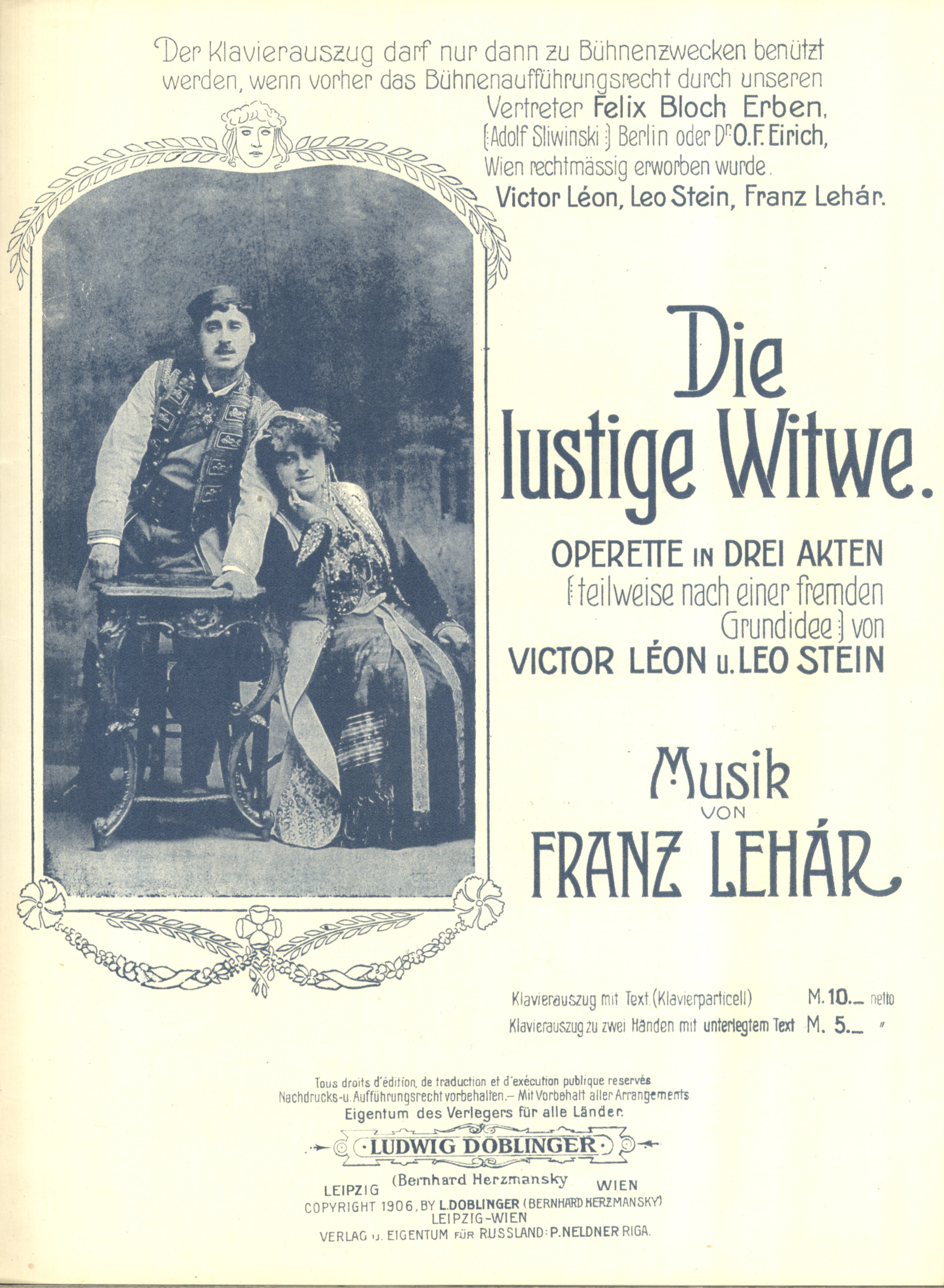
1906年に出版されたピアノ譜の表紙

『メリー・ウィドウ』（ドイツ語: Die lustige Witwe, 英語: The Merry Widow 日本語に訳すと「陽気な未亡人」）は、フランツ・レハールが作曲した3幕からなるオペレッタ（ウィンナ・オペレッタ）。原題はドイツ語の「ルスティゲ・ヴィトヴェ」であるが、日本ではもっぱら英訳の題名「メリー・ウィドウ」で呼ばれる。

## 概要
- 作曲：フランツ・レハール
- 原作：アンリ・メイヤック『大使館付随員』（L'Attache d'ambassade）
- 台本：ヴィクトル・レオン、レオ・シュタイン
- 言語：ドイツ語
- 初演：1905年12月30日、アン・デア・ウィーン劇場
  - 指揮者：フランツ・レハール
副指揮者：ロベルト・シュトルツ

## 主な登場人物
- ハンナ・グラヴァリ（Hanna Glavari ソプラノ）：裕福な未亡人
- ミルコ・ツェータ男爵（Baron Mirko Zeta バリトン）：ポンテヴェドロ国のパリ駐在公使
- ヴァランシエンヌ（Valencienne ソプラノ）：ツェータ男爵の妻
- ダニロ・ダニロヴィッチ伯爵（Graf Danilo Danilowitsch テノール、近年はバリトンが歌うことが多い）：大使館の一等書記官、ハンナの元恋人
- カミーユ・ド・ロジヨン（Camille de Rosillon テノール）：フランス人の大使館随行員、ヴァランシエンヌの愛人
- カスカーダ子爵（Vicomte Cascada テノール）：公使館付随員
- ラウール・ド・サンブリオシュ（Raoul de St.Brioche テノール）：パリの伊達男
- ニェーグシュ（Njegus 台詞のみ）：大使館の書記官

## あらすじ

### 第1幕
舞台はパリにあるポンデヴェドロ（モンテネグロ公国がモデル）公使館。広間ではポンデヴェドロ国王の誕生祝賀パーティーが開かれている。出席者の話題の的は、ハンナ・グラヴァリ未亡人。ハンナはポンデヴェドロの老富豪と結婚し、そのわずか8日後に夫が急逝したために、巨万の富を得たのである。パーティーに出席したハンナは、多くの伊達男から口説かれる。しかしハンナがパリジャンと結婚すれば、大量の資産がポンデヴェドロから失われることになる。それを阻止すべく、ポンデヴェドロ公使のミルコ・ツェータ男爵は、同書記官のダニロ・ダニロヴィチ伯爵とハンナを引き合わせようとする。ダニロとハンナはかつて恋仲であったが、身分が彼らの仲を引き裂いたのである。しかしダニロは、ハンナの資産目当てで結婚するとみられるのを嫌い、わざとハンナから距離を置いている。一方で、カミーユ・ド・ロジヨンは、ツェータ男爵の美貌の夫人、ヴァランシエンヌを熱心に口説くが、その気がないヴァランシエンヌはハンナをカミーユにあてがおうと考える。ハンナは踊りの相手にダニロを指名するが、ダニロはその権利を1万フランで売ると宣言する。とてもそんな大金は出せないと、男たちは意気消沈して引き揚げる。その中で、2人は喧嘩しながらも踊り始める。

### 第2幕
舞台は変わって宴の翌日、ハンナ・グラヴァリ邸の庭。多数の来賓を前に、彼女はここに故郷レティンイエ（ツェティニェのもじり）の風景を再現すると言って「ヴィリアの歌」を歌いだす。ハンナがダニロの心を開かせようとする中、カミーユはなおもヴァランシエンヌに求愛している。ヴァランシエンヌの心が揺らいだと見るや、カミーユは彼女を庭のあずまやに連れ込む。そこにツェータ男爵が現れ、妻があずまやで誰かと会っているのではと勘繰るが、そこから出てきたのは意外にもハンナとカミーユであった。ハンナがヴァランシエンヌの身代わりになったのであるが、結果としてハンナとカミーユは婚約を宣言することになってしまう。ポンデヴェドロから富が失われるのを嘆くツェータ男爵。一方で、ハンナへの想いを胸に秘めているダニロも動揺を隠せない。

### 第3幕
舞台は同じくハンナ・グラヴァリ邸の庭。パリの有名なレストランである「マキシム」風の飾り付けがなされ、ダニロの顔なじみであるマキシムの踊り子たちも顔をそろえている。そこへ故国から「もしグラヴァリの数百万がわが国に残らぬ時は、国は破産の危機に瀕する」との電報が届く。腹を決めたダニロはハンナに愛を告白する。一方で、あずまやからヴァランシエンヌの扇子が見つかり、カミーユとヴァランシエンヌが会っていたことがばれてしまう。自暴自棄になったツェータ男爵は、ヴァランシエンヌと離婚してハンナと結婚すると言い出す。それに対してハンナは、「再婚するときには、彼女は全財産を失う」という遺言を告げる。ツェータ男爵が申し出を撤回する一方、資産を気にしなくてよいと知ったダニロは、ついにハンナに求婚する。するとハンナは、「彼女は遺産のすべてを失い、その遺産は再婚した夫のものとなる」という遺言の続きを述べる。一方で、ヴァランシエンヌは扇子の中に書かれた言葉を読み上げてほしいとツェータ男爵に請う。そこには、「私は貞淑な人妻です」と書かれてあった。妻を疑ったことに対してツェータ男爵がヴァランシエンヌに許しを請うところで大団円となる。

## 録音・録画
モノラル時代にエリーザベト・シュヴァルツコップを主演としてEMIに全曲録音（1953年）して以来、録音は少なくない。中でもシュヴァルツコップによる1962年のステレオ再録音が、ゆかりのバルカン（現在のクロアチア）出身のロヴロ・フォン・マタチッチの豪快な指揮とあいまって名盤といわれる。ヘルベルト・フォン・カラヤンによる彫琢洗練の限りを尽くした録音（1972年、ベルリン・フィルハーモニー管弦楽団演奏）も、一部に批判もあるが、曲のイメージを一新したと評価された。
日本語字幕のついたドイツ語版DVDとしては、フランツ・ウェルザー＝メストがチューリッヒ歌劇場を指揮した2004年ライブがシックな雰囲気で楽しませる。また、国内販売はされていないものの、1979年ベルリン・ドイツ・オペラでのルネ・コロ、ギネス・ジョーンズ、ジークフリート・イェルザレムという当代きってのワーグナー歌手３人が勢ぞろいした公演（アウグスト・エファーディング演出、カスパー・リヒター指揮）も映像記録されている。

## 備考
- この作品にちなんで名付けられた、同名のカクテルがある。
- 作・編曲家の鈴木英史による吹奏楽編成の編曲作品「『メリー・ウィドウ』セレクション」が日本のアマチュア吹奏楽団体によって頻繁に演奏されている。曲中には「ヴィリアの歌」や「女・女・女のマーチ」などが入っており、非常に人気が高い。
- グスタフ・マーラーも興味を示したが、彼はオペレッタの公演に足を踏み入れるのは気恥ずかしかったため、楽譜店で他作品の楽譜に混ぜて『メリー・ウィドウ』の楽譜を購入したという。
- アドルフ・ヒトラーがこの作品を好み、レハールはヒトラーにスコアを送った。レハールは妻がユダヤ人であったにもかかわらず、ヒトラーの厚い庇護を受けた。このことが戦後、一転してレハールを苦しめることとなった。後にドミートリイ・ショスタコーヴィチが、交響曲第7番において「ダニロの歌」の旋律を引用しており、これはヒトラーを揶揄したものという説もある。さらに、バルトーク・ベーラが管弦楽のための協奏曲において、このショスタコーヴィチの引用を再引用している。
- アルフレッド・ヒッチコック監督の映画『疑惑の影』（Shadow of a Doubt, 1943年）の中で、『メリー・ウィドウ』の曲が話のタネになっている。